# Coupe D.O.M.
 (juillet 2019).
Si vous disposez d'ouvrages ou d'articles de référence ou si vous connaissez des sites web de qualité traitant du thème abordé ici, merci de compléter l'article en donnant les références utiles à sa vérifiabilité et en les liant à la section « Notes et références ».
La coupe D.O.M. était une coupe jouée par les clubs de la Guyane française, de la Guadeloupe, de la Martinique, de Mayotte et de La Réunion. Les clubs de Saint-Pierre-et-Miquelon n'y prirent pas part car leur niveau était beaucoup trop faible.
En 2004, la compétition est réorganisée en tant qu'Éliminatoire Antilles-Guyane. Depuis lors, les équipes de Guyane, Guadeloupe et Martinique se rencontrent sous forme d'une ligue dont les deux premiers sont qualifiés pour la Coupe des Champions de l'Outre-Mer. Le champion de la Réunion ne participe plus à ces éliminatoires mais joue un barrage d'accession à cette compétition contre le champion de Mayotte.

## Palmarès
Les vainqueurs de 1989 à 2003 sont
| Victoires | Équipe                  | Édition(s)               |
| --------- | ----------------------- | ------------------------ |
| 4 fois    | Club Franciscain        | 1994, 1997, 2001 et 2003 |
| 4 fois    | SS Saint Louisienne     | 1989, 1998, 1999 et 2002 |
| 3 fois    | JS Saint Pierroise      | 1990, 1991, 1995         |
| 1 fois    | Étoile de Morne à l'Eau | 1992                     |
| 1 fois    | US Sinnamary            | 1993                     |
| 1 fois    | CS Saint Denis          | 1996                     |
| 1 fois    | US Stade Tamponnaise    | 2000                     |